# De Brouckère (stație de metrou din Bruxelles)
De Brouckère este o stație comună a metroului și premetroului din Bruxelles situată în centru orașului Bruxelles, comună din Regiunea Capitalei Bruxelles a Belgiei.

## Istoric
Stația De Brouckère a fost deschisă pe 17 decembrie 1969 ca punct terminus vestic al primei linii de premetrou, care lega centrul orașului de Gara Schuman din cartierul european. Denumirea prevăzută inițial pentru stație, Munt / Monnaie, a fost schimbată înainte de inaugurare în De Brouckère, în onoarea fostului om politic, ministru belgian și primar al orașului Bruxelles Charles de Brouckère. 
După prelungirea tunelului premetroului, pe 20 septembrie 1976 a fost inaugurată prima linie de metrou veritabil, linia 1, care continua de la De Brouckère până la Tomberg și Beaulieu în estul orașului. În același an a fost deschisă și linia de premetrou dintre Lemonnier și Gara de Nord, linie care traversa și stația De Brouckère. Din acel moment, De Brouckère a devenit un punct de transfer intermodal între metrou, premetrou și mijloacele de transport public de la suprafață.

## Caracteristici
Stația este situată sub Piața De Brouckère, în apropierea Teatrului Regal La Monnaie / De Munt, a Bulevardului Anspach și a străzii Rue Neuve / Nieuwstraat. Stația De Brouckère este deservită de liniile de metrou 1 și 5, precum și de liniile axei nord-sud a premetroului bruxellez, iar între peroanele acestor două mijloace de transport există un tunel pietonal care le conectează. Peroanele liniilor de metrou sunt situate sub capătul sudic al pieței De Brouckère, sub strada Rue de l'Evêque / Bisschopsstraat, în timp ce stația de premetrou este situată direct sub centrul pieței. Pentru a facilita circulația călătorilor între metrou și premetrou a fost instalat un trotuar rulant care face legătura între cele două părți ale stației. Stația de metrou este de asemenea conectată cu un centru comercial subteran de sub piața Place de la Monnaie / Muntplein.
La suprafață, De Brouckère este un nod de transport public pentru diferite autobuze, majoritatea având stația drept capăt sau început de traseu. Pe lângă autobuzele companiei bruxelleze MIVB-STIB, la De Brouckère opresc și câteva autobuze ale societății flamande de transport în comun De Lijn.
Pe pereții coridorului în care este amplasat trotuarul rulant, artistul Jan Vanriet a creat o succesiune de desene în care se îmbină mai multe teme. Lucrarea sa, intitulată La ville bouge au creux de ma main (în română Orașul se mișcă în palma mea), este alcătuită din panouri juxtapuse, montate pe pereți pe toată lungimea de 103 metri a culoarului. Desenele de pe panouri au diverse subiecte: primii pași pe Lună, Piața De  Brouckère, scaunele de la terase, elemente de semnalizare de la metrou, etc. Ideea acestei opere își are originea într-un poem de Benno  Barnard și într-un cântec de Jacques Brel care evocă Bruxelles-ul și Piața De Brouckère.

## Legături

### Linii de metrou ale STIB
- 1 Gara Bruxelles-Vest - Stockel / Stokkel
- 5 Erasme / Erasmus - Herrmann-Debroux

### Linii de tramvai ale STIB în premetrou
- 3 Esplanade - Churchill
- 4 Gare du Nord / Noordstation - Parking Stalle
- 32 Da Vinci - Drogenbos Château / Drogenbos Kasteel (doar seara, după ora 20:00)

### Linii de autobuz ale STIB
- 29 De Brouckère - Hof-ten-Berg
- 47 De Brouckère - Vilvoorde
- 66 De Brouckère - Péage
- 71 De Brouckère - Delta
- 86 Gara Centrală - Machtens (doar în direcția Machtens)
- 88 De Brouckère - Heysel / Heizel

### Linii de autobuz STIBNoctis
- N04 Gara Centrală – Cimitirul Bruxelles
- N05 Gara Centrală – Crainhem / Kraainem
- N06 Gara Centrală – Muzeul Tramvaiului
- N08 Gara Centrală – Wiener
- N09 Gara Centrală – Herrmann-Debroux
- N10 Gara Centrală – Fort-Jaco
- N11 Gara Centrală – Gara Uccle-Calevoet / Ukkel-Kalevoet
- N12 Gara Centrală – Stalle (P)
- N13 Gara Centrală – Westland Shopping
- N16 Gara Centrală - Gara Berchem
- N18 Gara Centrală - Heysel / Heizel

### Linii de autobuz aleDe Lijn(doar în direcția Ninove)
- 126 Brussel Noord - Ninove (linie expres)
- 127 Brussel Noord - Dilbeek - Liedekerke - Ninove
- 128 Brussel Noord - Dilbeek - Ninove

## Locuri importante în proximitatea stației
- Teatrul Regal La Monnaie / De Munt;
- Rue Neuve / Nieuwstraat cu multitudinea de magazine și centrul comercial City 2;
- Teatrul național al Comunității francofone;
- Cinematograful Arenberg;
- Cinematograful UGC De Brouckère;
- Centrul cultural Les Riches-Claires;
- Bursa din Bruxelles;

## Galerie de imagini

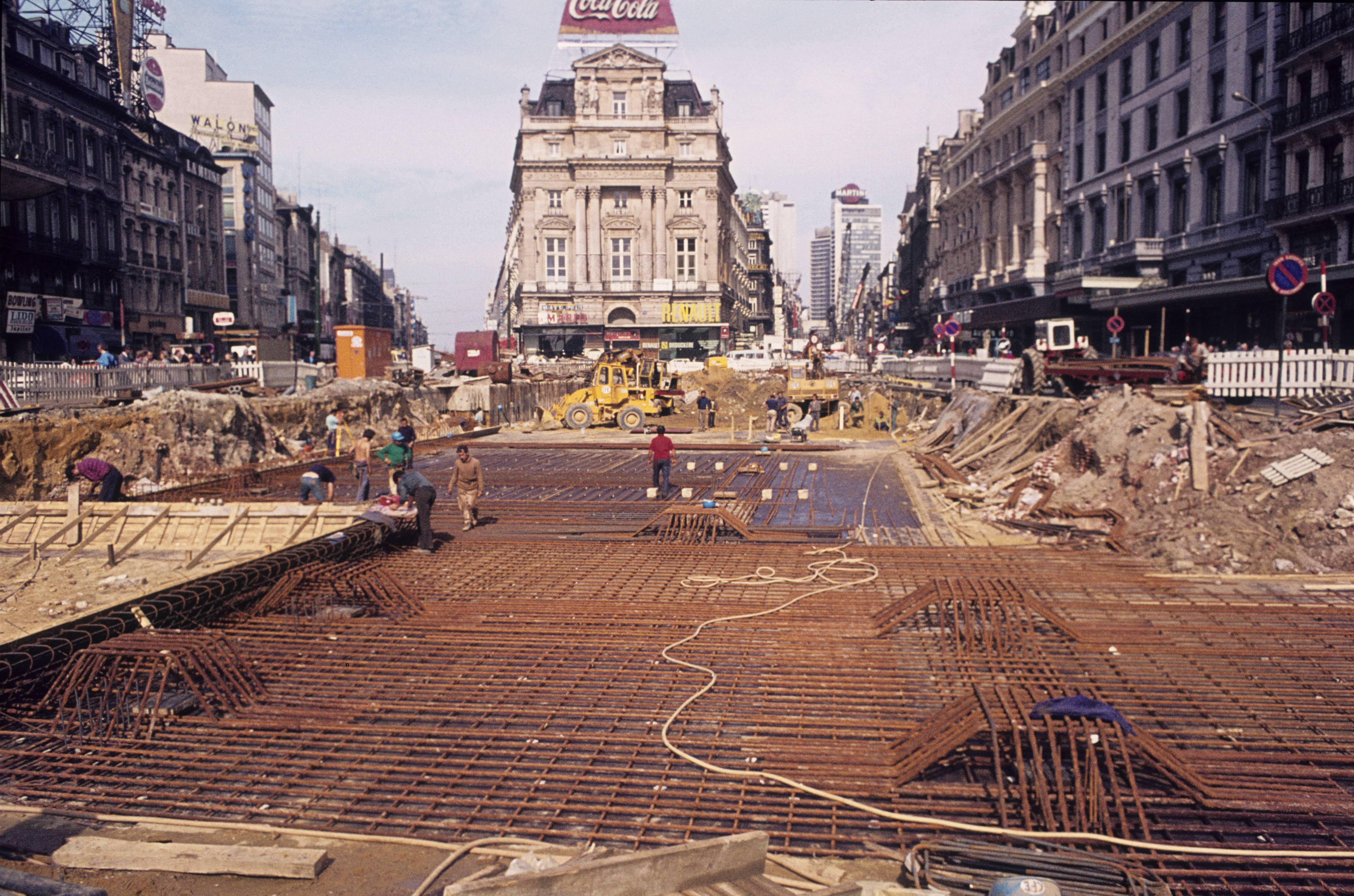
Construcția stației, în 1974
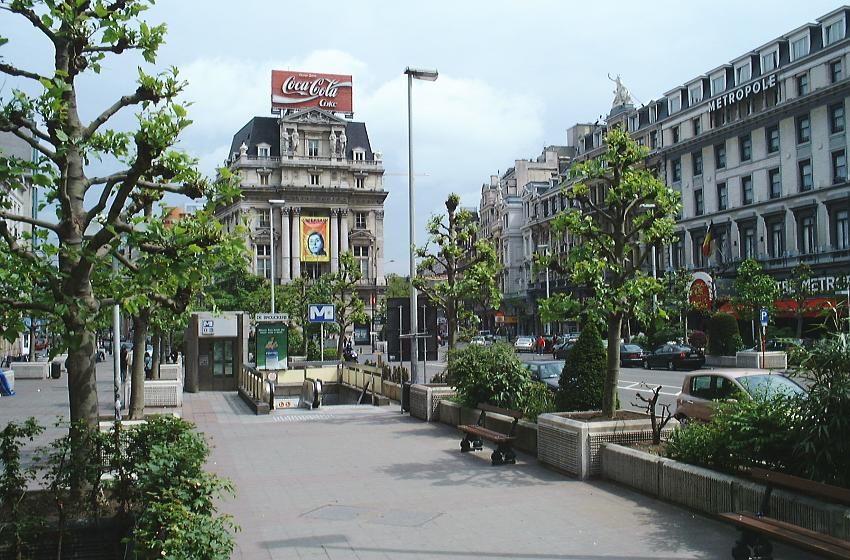
Intrarea în stația De Brouckère
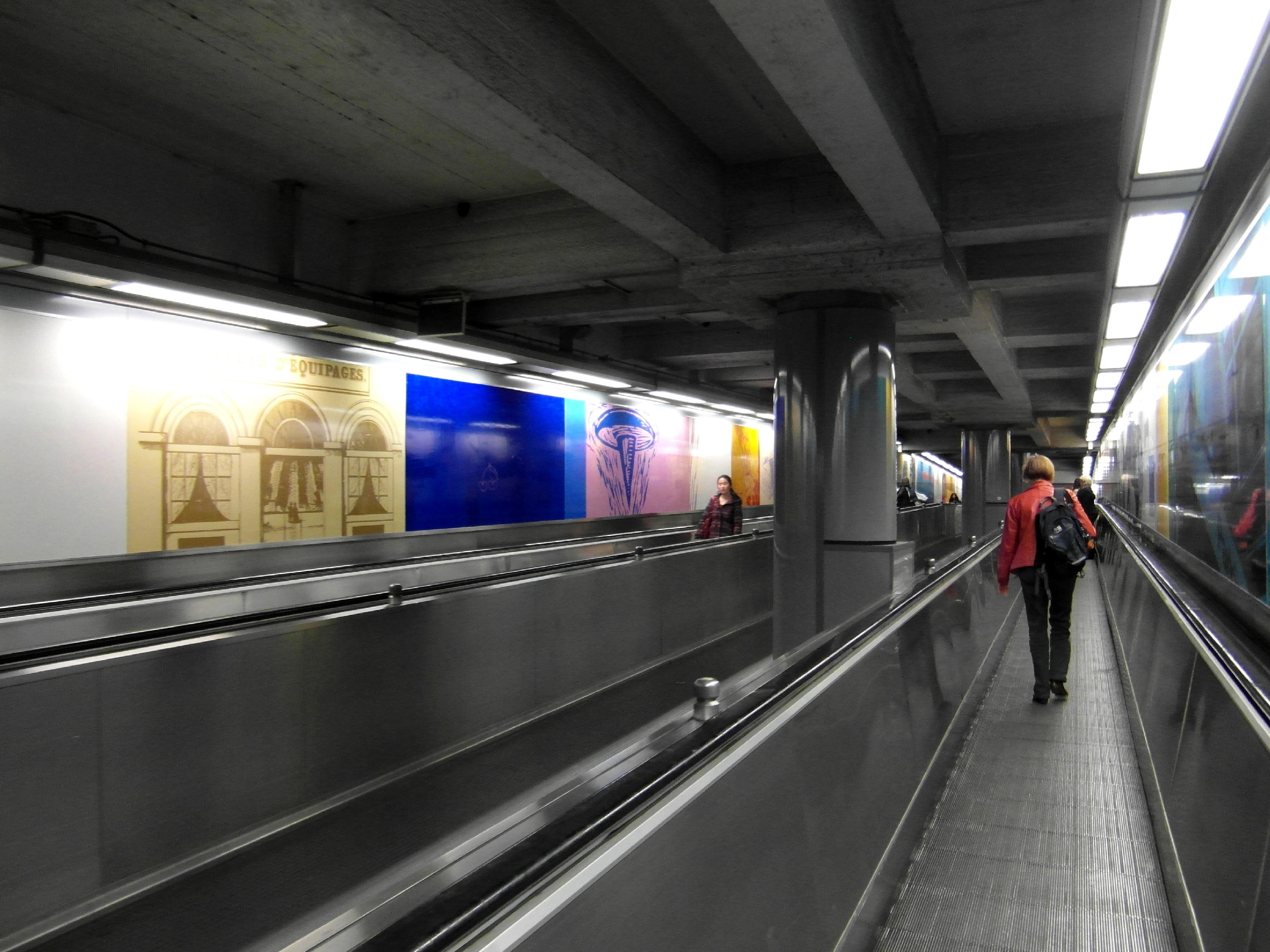
Trotuar rulant între metrou și premetrou
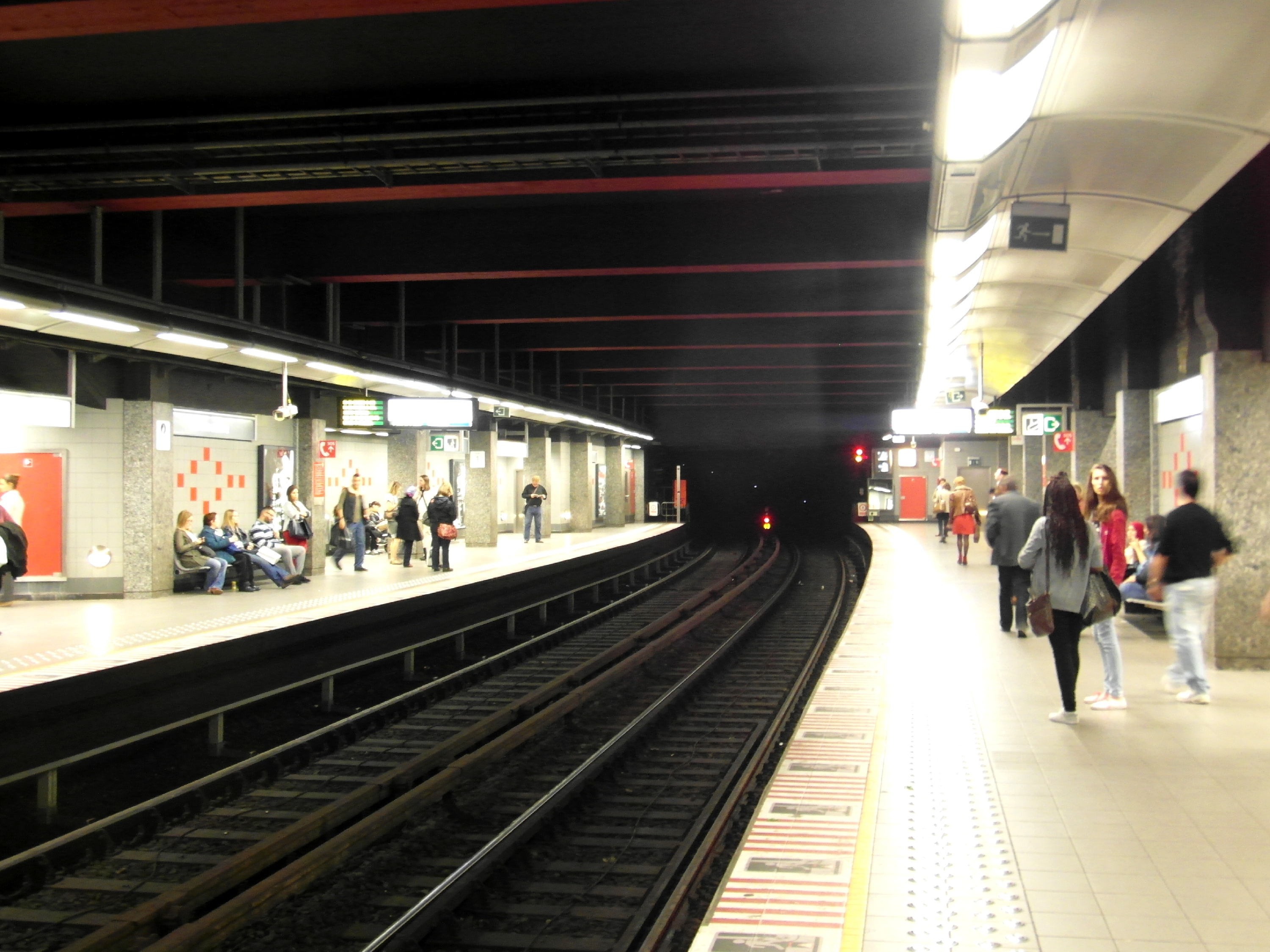
Stația de metrou De Brouckère
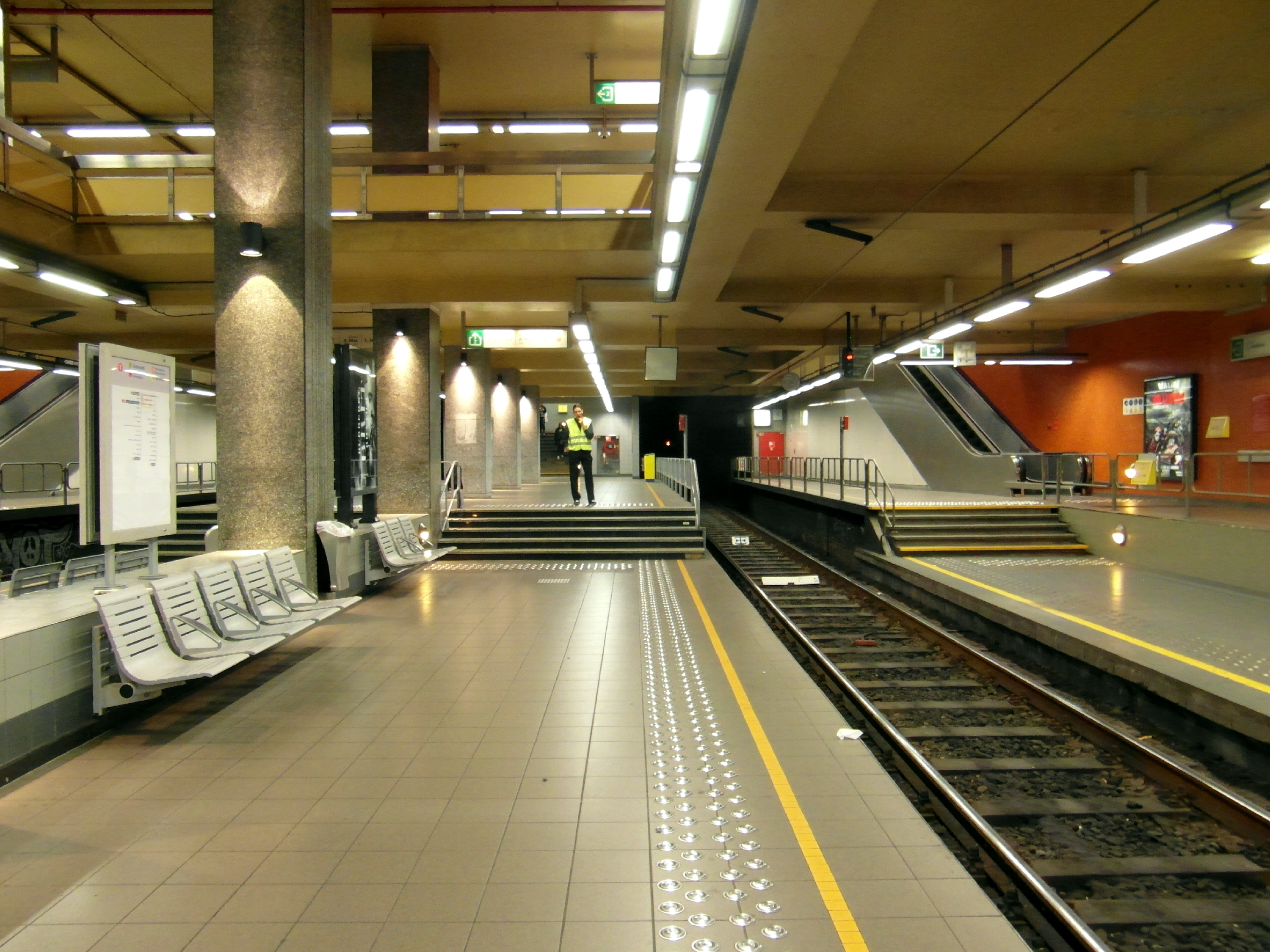
Stația de premetrou De Brouckère